# Augusto Martín Quijano Rodríguez
Augusto Martín Quijano Rodríguez (Aija, 7 de marzo de 1969) es un sacerdote salesiano peruano que fue nombrado el 31 de julio de 2019 por el Papa Francisco como Obispo de Pucallpa.

## Biografía
Nació el 7 de marzo de 1969 en el pueblo de Aija en el distrito y provincia homónimos del departamento de Ancash, Perú. Posteriormente estudió en el Colegio Salesiano Rosenthal de la Puente ubicado en el distrito de Magdalena del Mar en la ciudad de Lima. Inició en 1988 sus estudios de noviciado en el Noviciado de Chosica para culminar su tirocinio en el Colegio Salesiano Santa Rosa de Huancayo y en el Colegio Salesiano Rosenthal de la Puente. Tomó los votos perpetuos el 31 de enero de 1995 pasando a formar parte de la Congregación Salesiana y fue ordenado sacerdote el 22 de noviembre de 1997.
Como sacerdote salesiano trabajó en el oratorio salesiano del Rímac como animador pastoral. Del 2001 al 2007 estuvo de párroco en la parroquia de María Auxiliadora de Quebrada Honda (Cusco). En 2008 fue nombrado director del Colegio Salesiano San Francisco de Sales de Breña. De 2011 a 2016 se desempeñó como Director de la obra salesiana de Monte Salvado (Cusco). En 2017 se encontró en la misión salesiana de San Lorenzo (Loreto) como párroco y director de la comunidad salesiana.
El 31 de julio de 2019, ante la renuncia del entonces obispo de Pucallpa Gaetano Galbusera Fumagalli fue nombrado por el papa Francisco como cabeza del vicariato apostólico de Pucallpa. Su consagración episcopal se realizó el 21 de septiembre de 2019 en la Basílica de María Auxiliadora en Lima, Perú y el ministro principal fue el Cardenal y Arzobispo de Huancayo Pedro Barreto.